# شعب الجمل (ذي السفال)

تعديل مصدري - تعديل

شعب الجمل محلة تابعة لقرية الهياجم، التابعة لعزلة وادي ضباء بمديرية ذي السفال إحدى مديريات محافظة إب في الجمهورية اليمنية، بلغ تعداد سكانها 72 حسب تعداد اليمن لعام 2004.